# Cantó de Boulay-Moselle
El cantó de Boulay-Moselle és un cantó francès del departament del Mosel·la, situat al districte de Boulay-Moselle. Té 33 municipis i el cap és Boulay-Moselle.

## Municipis
- Bannay (Bénaïe )
- Bettange (Bétting)
- Bionville-sur-Nied (Bingen)
- Bisten-en-Lorraine (Beschten ém Loch)
- Boucheporn (Boschborn)
- Boulay-Moselle (Bolchin)
- Brouck (Brouchen)
- Condé-Northen (Konchen)
- Coume (Kum)
- Denting (Denting)
- Éblange (Eibling)
- Gomelange (Gelmingen)
- Guerting (Guerténgen)
- Guinkirchen (Gängkerchin)
- Ham-sous-Varsberg (Homm)
- Helstroff (Helchstroff)
- Hinckange (Hängking)
- Holling (Holléngen)
- Mégange (Mengen)
- Momerstroff (Momerschtroff )
- Narbéfontaine (Memerschbronn)
- Niedervisse (Nidderwis)
- Obervisse (Oderwis)
- Ottonville (Ottendroff)
- Piblange (Piwlingen)
- Roupeldange (Roupling)
- Téterchen (Téterchen)
- Valmunster (Walminschter)
- Varize (Wibelskirch)
- Varsberg (Warschberg)
- Velving (Welwing)
- Volmerange-lès-Boulay (Wolmeringen)
- Zimming (Zéming)

## Història
| Data d'elecció                           | Identitat       | Partit           | Qualitat |
| ---------------------------------------- | --------------- | ---------------- | -------- |
| 1945-1951                                | Joseph Boutter  | MRP              |          |
| 1949-1955                                | Joseph Martin   | RPF, després RS  |          |
| 1955-1961                                | Pierre Oulerich | MRP              |          |
| 1961-1992                                | Julien Schvartz | UDR, després RPR |          |
| 1992-                                    | André Boucher   | Divers droite    |          |
| les dades anteriors no són pas conegudes |                 |                  |          |
|                                          |                 |                  |          |

## Demografia
| A partir de 1990 : Població sense dobles comptes |